# Xã LeRoy, Michigan
Xã LeRoy (tiếng Anh: LeRoy Township) là một xã thuộc quận Osceola, tiểu bang Michigan, Hoa Kỳ. Năm 2010, dân số của xã này là 1.212 người.